# (2160) Spitzer
(2160) Spitzer (1956 RL) est un astéroïde de la ceinture principale, découvert à l'observatoire Goethe Link près de Brooklyn, dans l'Indiana.
Il est nommé d'après l'astrophysicien américain Lyman Spitzer.